# Pasquale D'Ercole
Pasquale D'Ercole (Spinazzola, 23 dicembre 1831 – Torino, 16 gennaio 1917) è stato un filosofo italiano.

## Biografia
Studente di giurisprudenza nell'Università di Napoli, Pasquale D'Ercole manifestò ben presto i suoi interessi per gli studi filosofici e per il pensiero di Hegel. Nel 1859 si trasferì a Berlino ove perfezionò i suoi studi, seguì i corsi dello storico Jules Michelet ed ebbe modo di conoscere il filosofo Trendelenburg e l'insigne classicista Mommsen. Aderì anche alla "Società filosofica hegeliana". 
Tornato in Italia, D'Ercole insegnò dal 1862 filosofia teoretica nell'Università di Pavia e dal 1878 in quella di Torino ove ebbe tra i suoi allievi il filosofo Piero Martinetti, che con lui discusse la sua tesi di laurea.
Morì a Torino, a ottantacinque anni, nel 1917. Membro della Società crematoria torinese, le sue ceneri sono custodite nel Tempio crematorio di quella città.

## Il pensiero
Dall'hegelismo iniziale, con l'affermarsi del positivismo, passò a posizioni di adesione all'evoluzionismo di Darwin e di Spencer.
Polemizzò con il teismo (Il teismo filosofico cristiano, 1884) giudicato contraddittorio e illusorio, manifestò interesse per la riforma della scuola (Alcune proposte di riforma nella istruzione secondaria, 1874) e per i problemi pedagogici (L'educazione del bambino secondo Pestalozzi, Fröbel e Spencer, 1886).

## Opere
- Alcune proposte di riforma nella istruzione secondaria, Pavia, Stabilimento tipografico Successori Bizzoni, 1874.
- La pena di morte e la sua abolizione dichiarate teoricamente e storicamente secondo la filosofia hegeliana, Milano, U. Hoepli, 1875.
- Il teismo filosofico cristiano. Teoricamente e storicamente considerato, con speciale riguardo a S. Tommaso e al teismo italiano del secolo XIX, Torino, Loescher, 1884.
- L'educazione del bambino secondo Pestalozzi, Fröbel e Spencer, Roma, Tipografia della Reale Accademia dei Lincei, 1886.
- L'origine indiana del pitagorismo secondo L. von Schröder, Roma, Tipografia Terme Diocleziane di G. Balbi, 1891
- La filosofia della natura di Pietro Ceretti, 3 voll., Torino, Unione tipografico-editrice, 1892-1905.
- Il saggio di panlogica, ovvero l'Enciclopedia filosofica dell'hegeliano Pietro Ceretti, 2 voll., Torino, Fratelli Bocca, 1911. Comprende

1. I prolegomeni al saggio di panlogica ; La dottrina logico-metafisica (ossia l'esologia).
2. La filosofia della natura (ossia l'esologia) ; La filosofia dello spirito (ossia la sinautologia) ; Apprezzamento della filosofia cerettiana.

- La logica aristotelica, la logica kantiana ed hegeliana e la logica matematica con accenno alla logica indiana, Torino, Vincenzo Bona, 1912.
- L'antico Egitto e la Caldea come precursori dell'ebraismo e del cristianesimo in morale e in religione, Bologna, Stabilimento poligrafico emiliano, 1913.